# کوتایام
کوتایام (به انگلیسی: Kottayam) یک منطقهٔ مسکونی در هند است که در بخش کوتایم واقع شده‌است. کوتایام ۷۷٫۸ کیلومتر مربع مساحت و ۱۳۶٬۸۱۲ نفر جمعیت دارد و ۳ متر بالاتر از سطح دریا واقع شده‌است.